# Šonguj
Šonguj (rusky Шонгуй) je vesnice v kolském okrese v Murmanské oblasti na poloostrově Kola v evropské části Ruska, leží na obou březích řeky Kola, přibližně 17 km od okresního města Kola. Žije zde 1 038 obyvatel (2010).

## Etymologie
Název Šonguj pochází se sámských slov šong (záplavové louky na bažině) a uj (potok). Původně se toto označení vztahovalo pouze na potok na jižním konci vesnice, který se vlévá do řeky Kola, následně bylo přeneseno na samotnou osadu.

## Historie
V roce 1916 byla na místě pozdější osady založena železniční vlečka, při ní vznikla cihelna a následně v roce 1922 byla založena osada Šonguj. Dne 2. května 1930 došlo na železniční stanici Šonguj k tragické události, kdy skupina banditů zavraždila 15 železničních zaměstnanců a členů jejich rodin. Pachatelé byli později dopadeni a odsouzeni k trestu smrti.
Během Velké vlastenecké války bylo v oblasti zřízeno stejnojmenné vojenské letiště. Na letišti v lednu 1942 sídlil 768. stíhací letecký pluk, který bránil vojenská zařízení a město Murmansk před německými nálety. V únoru téhož roku byl pluk přemístěn na letiště Arktika.
V období od března 1951 do října 1956 se v obci nacházelo velitelství 186. útočné Amurské letecké divize a také jednoho z pluků 849. útočného leteckého pluku na letounech Iljušin Il-10.
Dne 23. října 1959 byl Šonguj povýšen na sídlo městského typu, ale k 1. lednu 2005 byl opět přeměněn na venkovské sídlo.
V roce 2018 byl povodní zničen most přes řeku Kola, který spojoval oba břehy vesnice. V reakci na tuto událost poskytla armáda obyvatelům pontonový most jako dočasné řešení.

## Doprava
Vesnicí prochází dálnice M18, nazývaná Kolská dálnice, která spojuje Petrohrad s Murmanskem, a Murmanská železniční magistrála. Na místním nádraží zastavuje řada dálkových vlaků. Obec má pravidelné autobusové spojení do Murmansku.

## Památník
Šonguj je znám památníkem padlým letcům z období Velké vlastenecké války. Na vrchu poblíž železniční trati je umístěn letoun jako připomínka hrdinství pilotů, kteří bránili nebe nad Murmanskem. V roce 1975 byly k památníku přeneseny ostatky letců z místního hřbitova a na pamětní desce je uvedeno 50 jmen, včetně tří Hrdinů Sovětského svazu: Viktora Mironova, Jefima Krivošejeva a Ivana Bočkova.